# Aïssata Soulama
Aïssata Soulama  (* 11. Februar 1979 in Burkina Faso) ist eine ehemalige burkinische Athletin, welche sich auf den 400-Meter-Hürdenlauf spezialisiert hatte.
Bei den Olympischen Sommerspielen 2008 in Peking, qualifizierte sie sich über 400 Meter Hürden nur äußert knapp für die zweite Runde, sie war die langsamste Läuferin aller Qualifizierten mit 56,37 Sekunden. Im Halbfinale erreichte sie 55,69 Sekunden, womit sie ihrer Bestleistung von 55,49 Sekunden aus dem Jahr 2007 recht nah kam.

## Erfolge
| Art des Bewerbes        | Jahr des Bewerbes | Austragungsort des Bewerbes  | Platz | Meter des Laufes        | Zeit  |
| ----------------------- | ----------------- | ---------------------------- | ----- | ----------------------- | ----- |
| Weltmeisterschaften     | 2003              | Paris (Frankreich)           | 25.   | 400-Meter-Hürdenlauf    | 61,86 |
| Afrikaspiele            | 2003              | Abuja (Nigeria)              | 5.    | 100 Meter Hürdenlauf    | 14,42 |
| Afro-Asian Games        | 2003              | Hyderabad (Indien)           | 4.    | 400 Meter Hürdenlauf    | 57,99 |
| Afrikameisterschaften   | 2004              | Brazzaville (Kongo)          | 6.    | 400 Meter Hürdenlauf    | 58,97 |
| Afrikameisterschaften   | 2004              | Brazzaville (Kongo)          | 6.    | 4-mal-100-Meter-Staffel | 46,77 |
| Olympische Spiele       | 2004              | Athen (Griechenland)         | 30.   | 400 Meter Hürdenlauf    | 57,60 |
| Weltmeisterschaften     | 2005              | Helsinki (Finnland)          | 29.   | 400 Meter Hürdenlauf    | 59,28 |
| Spiele der Frankophonie | 2005              | Niamey (Niger)               | 2.    | 400 Meter Hürdenlauf    | 58,40 |
| Afrikameisterschaften   | 2006              | Bambous (Mauritius)          | 3.    | 400 Meter Hürdenlauf    | 57,27 |
| Afrikaspiele            | 2007              | Algier (Algerien)            | 2.    | 400 Meter Hürdenlauf    | 55,49 |
| Weltmeisterschaften     | 2007              | Osaka (Japan)                | 27.   | 400 Meter Hürdenlauf    | 57,06 |
| Afrikameisterschaften   | 2008              | Addis Abeba (Äthiopien)      | 3.    | 400 Meter Hürdenlauf    | 56,13 |
| Olympische Spiele       | 2008              | Peking (Volksrepublik China) | 11.   | 400 Meter Hürdenlauf    | 55,69 |
| Weltmeisterschaften     | 2009              | Berlin (Deutschland)         | 34.   | 400 Meter Hürdenlauf    | 59,20 |
| Spiele der Frankophonie | 2009              | Beirut (Libanon)             | 7.    | 400 Meter Hürdenlauf    | 60,93 |
| Afrikameisterschaften   | 2010              | Nairobi (Kenia)              | 5.    | 400 Meter Hürdenlauf    | 57,19 |